# Rue Maurice-Fonvieille
La rue Maurice-Fonvieille (en occitan : carrièra Maurici Fontvieille) est une voie publique de Toulouse, chef-lieu de la région Occitanie, dans le Midi de la France.

## Situation et accès

### Description
La rue Maurice-Fonvieille est une voie publique. Elle se situe dans le quartier Saint-Georges.
Elle naît perpendiculairement à la rue du Rempart-Saint-Étienne, à l'angle du boulevard Lazare-Carnot et face à la place Roland. Rectiligne, orientée à l'ouest, elle est longue de 283 mètres. Entre la rue du Rempart-Saint-Étienne et la rue Paul-Mériel, la rue Maurice-Fonvieille, qui longe les immeubles du nouveau quartier Saint-Georges, est large de 12 mètres. Elle donne naissance à droite à la rue Pierre-Baudis, puis à la rue de Saint-Cyr. Après avoir reçu la rue Paul-Mériel à gauche, elle se rétrécit à 6 mètres, avant de se terminer au carrefour de la rue Saint-Antoine-du-T.
La chaussée compte une voie de circulation automobile en sens unique, du boulevard Lazare-Carnot vers la rue Saint-Antoine-du-T. Elle appartient à une zone de rencontre et la vitesse y est limitée à 20 km/h. Il n'existe ni bande, ni piste cyclable, quoiqu'elle soit à double-sens cyclable.

### Voies rencontrées
La rue Maurice-Fonvieille rencontre les voies suivantes, dans l'ordre des numéros croissants (« g » indique que la rue se situe à gauche, « d » à droite) :
1. Rue Saint-Antoine-du-T.
2. Rue Paul-Mériel (d)
3. Rue de Saint-Cyr (g)
4. Passage Saint-Jérôme - accès piéton (d)
5. Rue Pierre-Baudis (g)
6. Place Occitane - accès piéton (d)
7. Boulevard Lazare-Carnot (g)
8. Rue du Rempart-Saint-Étienne (d)

### Transports
La rue Maurice-Fonvieille n'est pas directement desservie par les transports en commun. Elle se trouve cependant à proximité immédiate des allées Jean-Jaurès, où se trouve la station du même nom, au croisement des deux lignes de métro  . En correspondance se trouvent, sur les boulevards de Strasbourg et Lazare-Carnot, les arrêts des lignes de Linéo L1L8L9L14 et de bus 152329, ainsi que des navettes AéroportVille.
Plusieurs stations de vélos en libre-service VélôToulouse se trouvent dans les rues voisines de la rue Maurice-Fonvieille : les stations no 8 (19 rue Paul-Vidal) et no 21 (63 boulevard Lazare-Carnot).

## Odonymie

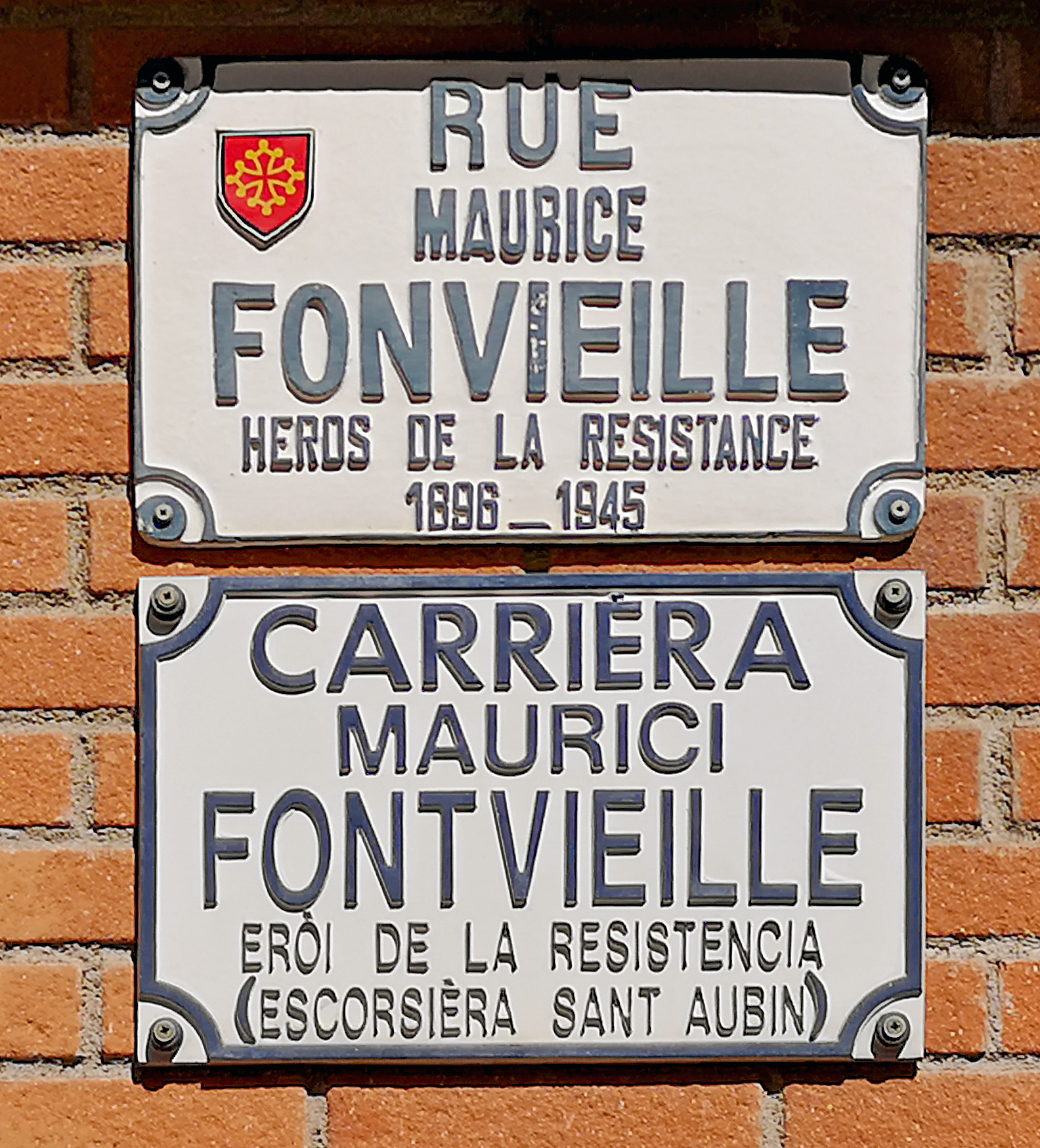
Plaques de rue en français et en occitan.

Le nom de la rue rend hommage à Maurice Fonvieille (1896-1945), instituteur et Résistant toulousain. Il naît à Montlaur le 15 juin 1896 dans une famille modeste, laïque et républicaine. Il voyage en Allemagne, puis en Russie, avant de rejoindre la France pour s'engager dans l'armée pendant la Première Guerre mondiale. Durant l'entre-deux-guerres, il adhère à la Section française de l'Internationale ouvrière (SFIO), puis devient secrétaire général des Jeunesses socialistes, et finalement conseiller municipal sous le mandat d'Étienne Billières en 1925. Il est instituteur et milite également au Syndicat national des instituteurs. Après la défaite de 1940, il rejoint la Résistance. En 1942, il est l'un des fondateurs du mouvement « Libérer et Fédérer », avec Silvio Trentin. Il est ainsi membre du comité directeur du journal du mouvement avec Achille Auban, Adolphe Coll, Paul Descours, Clément Laurent et Gilbert Zaksas. En février 1944, il est arrêté par la Gestapo à l'imprimerie des Frères Lion (actuel no 23 rue Croix-Baragnon). Il est déporté au camp de Mauthausen et affecté au Kommando de Gusen. Il meurt d'épuisement au printemps 1945, quelques jours avant la libération du camp,.
Au Moyen Âge, ce n'était pas une rue, mais plutôt un chemin de ronde derrière les remparts de la ville, désigné au XVe siècle comme le chemin des « escoussières » (« chemin de ronde », escorsièras en occitan). C'est au milieu du XVIe siècle que le simple chemin devint la rue des Escoussières. À la fin du XVIIIe siècle, la rue prit plus particulièrement le nom de rue du Rempart-des-Pénitents-Noirs, à cause de la proximité de la chapelle de la confrérie des Pénitents noirs (ancien no 43 rue Saint-Jérôme, emplacement de l'actuel no 18 place Occitane) – dans le même temps, la rue voisine prenait le nom de rue du Rempart-des-Pénitents-Blancs (actuelle rue du Rempart-Saint-Étienne). En 1794, pendant la Révolution française, la rue fut rebaptisée rue l'Influence, mais le nom ne subsista pas, et avec la rue du Rempart-des-Pénitents-Blancs, elle fut la rue du Grand-Rempart. En 1810, la première devenait finalement la rue du Rempart-Saint-Étienne, la deuxième rue du Rempart-Saint-Aubin. En 1869, elle reçut le nom de Jean-Baptiste Dutemps (1772-1847), adjoint au maire, promoteur du quartier Lafayette, autour de la place du même nom (actuelle place Wilson), qui possédait les Bains Dutemps, l'Hôtel des Bains et le Casino (emplacement de l'actuel cinéma Pathé Wilson),. C'est en 1945 que la rue reçut, sur proposition de la municipalité issue de la Résistance de Raymond Badiou, le nom de Maurice Fonvieille.

## Histoire

### Moyen Âge et période moderne
Au Moyen Âge, il n'y a pas de rue, mais un simple chemin qui longe le rempart de la ville : le « chemin des Escoussières » (cami de las escorsièras en occitan). Le cadastre de 1458 le mentionne sous le nom des Escoussières-Saint-Aubin. Du côté nord de la rue s'élève le rempart gallo-romain (emplacement des actuels no 1-9) restauré plusieurs fois au Moyen Âge, en particulier pendant la croisade des Albigeois, au début du XIIIe siècle, et pendant la guerre de Cent Ans, au XIVe siècle. Le rempart est ponctué de plusieurs tours que longe le chemin des Escoussières. Du côté nord de la rue, le terrain est laissé libre de constructions, et on ne trouve que des jardins.
Du côté sud, les premières maisons s'élèvent à la fin du Moyen Âge. Comme dans l'ensemble du quartier des Clottes, entre le rempart et la place Saint-Georges, les maisons, qui ont généralement leurs entrées dans les rues adjacentes – rue Saint-Jérôme, rue Saint-Antoine-du-T –, sont principalement peuplées d'artisans. On y trouve également des artistes, tel le sculpteur Pierre Lucas, qui possède une maison au milieu du XVIIIe siècle (ancien no 16, actuel no 14).
Au XVIIe siècle, une tour du rempart accueille l'amphithéâtre de l’École de Chirurgie, et gagne le nom de Tour de l'Anatomie. En effet, la Maison de l'Anatomie, où depuis 1620 les chirurgiens-barbiers donnaient leurs leçons et pratiquaient les dissections (ancien no 5 rue de Saint-Cyr, actuel no 12 place Occitane) tombant en ruines : en 1671, elle fut transférée dans la tour de l'Anatomie.

### Époque contemporaine
Le visage de la rue commence à évoluer au XIXe siècle. En 1827, le rempart est démoli et, trois ans plus tard, la place Lafayette (actuelle place Wilson) est tracée. De nouvelles constructions s'élèvent rapidement dans la rue du Grand-Rempart (actuelle rue Maurice-Fonvieille). La construction des immeubles qui font le tour de la place, sur les plans de Jacques-Pascal Virebent, permet d'élever de nouvelles façades sur la rue du Grand-Rempart (actuels no 1-5). L'aménagement du boulevard Saint-Aubin (actuel boulevard Lazare-Carnot) encourage également les nouvelles constructions. En 1850, l'architecte Urbain Vitry élève au milieu de la rue les ateliers de construction des Messageries du Midi, dévolus en 1866 au Conservatoire de la ville. En 1862, les bureaux du Télégraphe électrique, établis rue Pierre-de-Fermat (actuel no 12) sont transportés dans la rue (actuel no 2). En 1869, Dutemps, adjoint au maire et promoteur immobilier audacieux, fait édifier les Bains Dutemps, l'Hôtel-des-Bains et le Casino.
Les transformations les plus profondes interviennent cependant dans la deuxième moitié du XXe siècle. Dans les années 1950, la municipalité souhaite transformer radicalement et complètement le quartier des Clottes, qui reste l'un des plus insalubres du centre-ville, et organise un plan de renouvellement urbain pour un nouveau quartier Saint-Georges. Dans le secteur de la rue Maurice-Fonvieille, les travaux, qui s'étalent dans les années 1970, emportent toute la partie sud de la rue, entre la rue Paul-Mériel et la rue du Rempart-Saint-Étienne.
En 1992, le Conservatoire déménage dans l'ancien hôpital Larrey. Suivant les plans de l'architecte Alain Sarfati, qui dessine le théâtre de la Cité, qui doit accueillir le Théâtre national de Toulouse, les bâtiments d'Urbain Vitry sont démolis. En 1998, le nouveau théâtre est inauguré.

## Patrimoine et lieux d'intérêt

### Rempart
- no  1-5 : emplacement du rempart romain (Ier siècle et IVe siècle) et médiéval (XIIIe siècle, XIVe siècle et XVIe siècle).
  - no  3 : tour de l'Anatomie (IVe siècle ; XIIIe siècle).
  - no  5 : tour de Rigaud (IVe siècle ; XIIIe siècle).

### Théâtre de la Cité
Le théâtre de la Cité, théâtre national de Toulouse (T.N.T.), s'élève sur un vaste quadrilatère d'environ 3 400 m² entre les rues Maurice-Fonvieille, Pierre-Baudis, de Saint-Cyr et Labéda, à l'emplacement des ateliers de construction des Messageries du Midi, construits en 1850 par Urbain Vitry, devenus le Conservatoire de la ville à partir de 1866. Le Théâtre national de Toulouse est construit entre 1992 et 1998, sur les plans de l'architecte Alain Sarfati. 
Du côté de la rue Maurice-Fonvieille se trouvent l'entrée des artistes et les accès techniques du théâtre. La longue façade intègre en alternance des bandeaux de pierres et de briques en parement. Au sous-sol du théâtre subsiste un vestige du rempart romain de Toulouse et de la tour de Rigaud.

### Immeubles

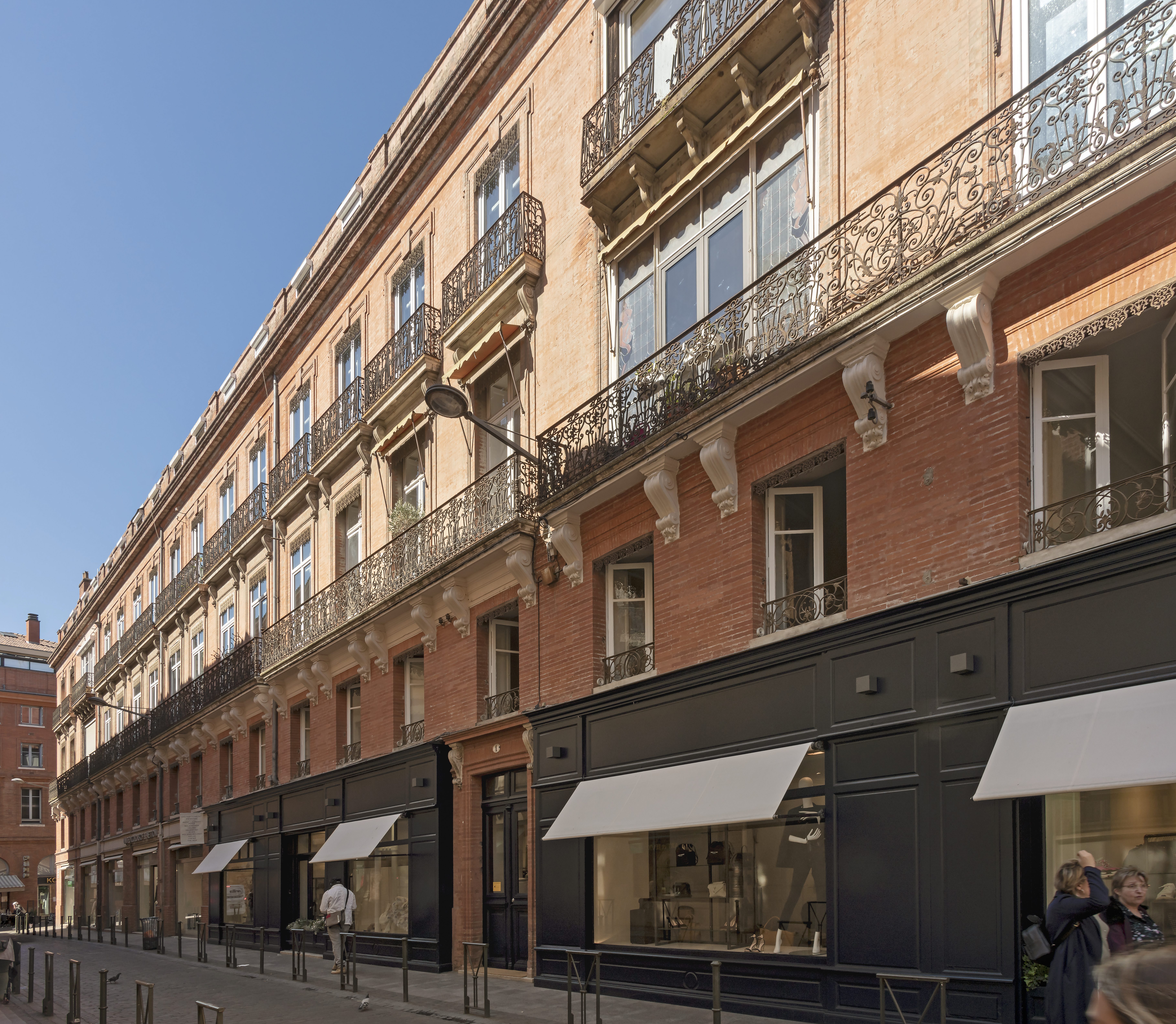
no 1 : immeuble dessiné par Jacques-Pascal Virebent.

- no  1 : immeuble.  Inscrit MH (1974, façades et toitures de l'immeuble avec son retour la rue Saint-Antoine-du-T et sa façade arrière rue Maurice-Fontvieille)[10]. 
L'immeuble est construit entre 1824 et 1834, dans le cadre de l'aménagement de la place du Président-Thomas-Woodrow-Wilson, sur les plans de l'architecte Jacques-Pascal Virebent. L'immeuble, élevé dans un style néoclassique en vogue à Toulouse dans la première moitié du XIXe siècle, se situe entre la place du Président-Thomas-Woodrow-Wilson et les rues Saint-Antoine-du-T et Maurice-Fonvieille. Sur cette dernière, la longue façade se développe sur dix-huit travées. Les grandes baies de boutiques au rez-de-chaussée et les fenêtres, à l'entresol et aux deux étages, sont rectangulaires. À l'entresol, les fenêtres ont des impostes et des garde-corps en fonte ornés de motifs géométriques et végétaux. Au 1er étage, les fenêtres ont aussi des impostes et sont mises en valeur par un balcon continu, soutenu par des consoles en pierre, et doté d'un imposant garde-corps. Au 2e étage, les fenêtres conservent des impostes et un balconnet plus étroit, également doté d'un garde-corps[11].

- no  30-32 : résidence Le Donjon. 
La résidence, achevée en 1976, est construite dans le cadre de l'aménagement du nouveau quartier Saint-Georges, autour de la place Occitane. La résidence est réalisée par l'Atelier des Architectes et Ingénieurs Associés, qui compte Fabien Castaing, Alexandre Labat et Pierre Viatgé. Il occupe une position privilégiée, à l'est de la place Occitane, dominant le carrefour des rues du Rempart-Saint-Étienne et Maurice-Fonvieille et du boulevard Lazare-Carnot. Il est représentatif d'une réflexion postmoderne qui prend corps à Toulouse dans la deuxième moitié des années 1970[12].